# Lilla Tväsjön
Lilla Tväsjön är en sjö i Boxholms kommun i Östergötland och ingår i Motala ströms huvudavrinningsområde. Vid provfiske har abborre och mört fångats i sjön.